# Spermophaga
Spermophaga Swainson, 1837 è un genere di uccelli passeriformi della famiglia Estrildidae.
Il nome scientifico deriva dall'unione delle parole greche σπέρμα (sperma, "seme") e φαγω (fago, "mangiare"), col significato di "mangiatore di semi", in riferimento alla dieta granivora di questi uccelli.

## Tassonomia
Al genere vengono ascritte tre specie, note col nome comune collettivo di becco azzurro:
- Spermophaga haematina Vieillot, 1807 - becco azzurro occidentale
- Spermophaga poliogenys Ogilvie Grant, 1907 - becco azzurro di Grant
- Spermophaga ruficapilla Shelley, 1888 - becco azzurro testa rossa

Nell'ambito della famiglia degli estrildidi, i becco azzurro appaiono molto vicini ai pirenesti (genere Pyrenestes) coi quali vanno a formare un clade.

## Descrizione

### Dimensioni
Misurano generalmente 13–15 cm di lunghezza, dimensioni queste che rendono i becco azzurro fra gli estrildidi di maggiori dimensioni.

### Aspetto
Si tratta di uccelli dall'aspetto massiccio, muniti di grandi occhi e di un forte e robusto becco conico: nel complesso, la fisionomia di questi uccelli può ricordare quella delle munie asiatiche, con le quali essi non sono tuttavia strettamente imparentati.

La colorazione è generalmente scura nelle zone ventrali, mentre faccia, petto e ventre presentano colorazione rossa in proporzione variabile a seconda della specie: in generale, le femmine presentano estensione della colorazione rossa minore rispetto ai maschi. In tutte le specie è presente un evidente anello perioculare ed il becco è bluastro, caratteristica questa che ha fruttato il nome comune a questi uccelli.

## Biologia
Si tratta di uccelli diurni, che possono essere osservati perlopiù da soli o in coppie: essi sono molto timidi, e tendono a passare la maggior parte della giornata nel folto della vegetazione, alla ricerca di cibo.

### Alimentazione
I becco azzurro sono uccelli essenzialmente granivori, che grazie al forte becco sono in grado di spezzare gli involucri dei semi di numerose specie di piante. Essi si nutrono inoltre di bacche, frutta e piccoli insetti.

### Riproduzione
La riproduzione di questi uccelli è stata osservata solo di rado, tuttavia essa tende a ricalcare senza differenze il pattern tipico degli estrildidi, nei quali ambedue i sessi collaborano alla costruzione del nido, alla cova ed alle cure parentali.

## Distribuzione e habitat
Le varie specie di becco azzurro sono concentrate in Africa equatoriale, tuttavia le si può trovare in un areale piuttosto ampio, che comprende gran parte dell'Africa subsahariana dal Senegal al Sudan e a sud fino alle foci del fiume Congo e alle sponde settentrionali del lago Tanganica.
L'habitat preferito di questi uccelli è rappresentato dalla foresta pluviale con presenza di un denso sottobosco: li si può osservare a volte anche nelle radure erbose sul limitare della foresta.